# بطولة الوزن الثقيل العالمية إن دبليو إيه

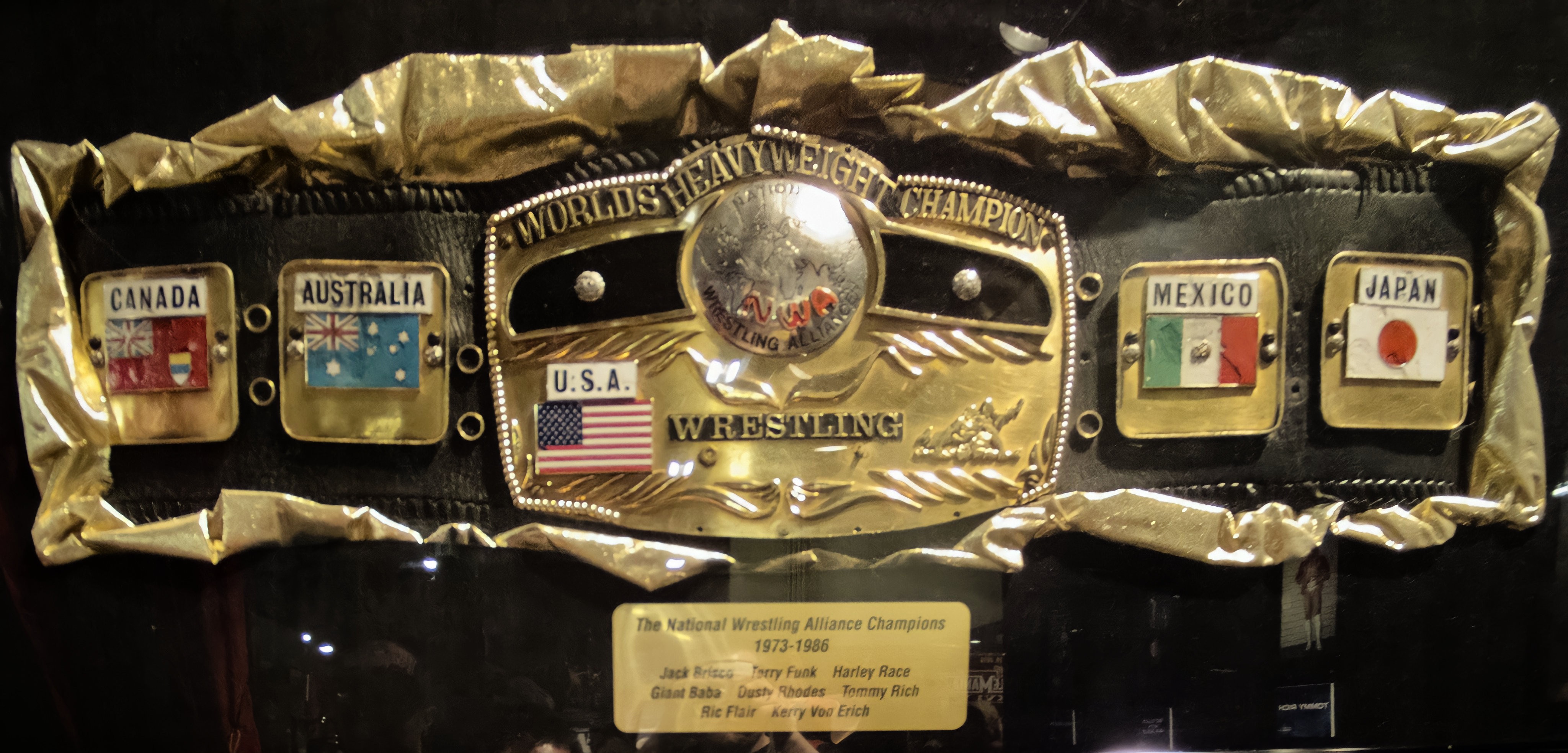

بطولة الوزن الثقيل العالمي إن أيه دبليو هي بطولة عالم وزن ثقيل تابعة لأتحاد تحالف المصارعة الوطني (إن دبليو إيه). رغم تأسيسها في العام 1948، إلا أن نسب البطولة يعود إلى أول بطولة وزن ثقيل عالمية للمصارعة، والتي تتبع نسبها إلى البطولة التي مُنحت لأول مرة لجورج هاكنشميت في العام 1905 مما يجعلها بالفعل أقدم بطولة مصارعة حية في العالم. جرى التنافس على البطولة في وورلد ريسلينغ فيدرايشن (دبليو دبليو دبليو إف، ودبليو دبليو إي الآن)، ونيو جابان برو ريسلينغ (إن جاي بي دبليو)، وورلد تشامبيونشيب ريسلينغ (دبليو سي دبليو)، وإيسترن تشامبيونشيب ريسلينغ (إي سي دبليو، وإكستريم تشامبيونشيب ريسلينغ)، ورينغ أوف هونر (آر أو إتش)، وتوتال نونستوب أكشن ريسلينغ (تي إن إيه، الآن إمباكت ريسلينغ).
ومع ظهور عدة منظمات إقليمية في جميع أنحاء الولايات المتحدة، جرى تشكيل أتحاد إن دبليو إيه في العام 1948 كهيئة مصارعة عامة. مثل هذه الامتيازات، كان لدى هذه المنظمات خيار عضوية إن دبليو إيه. كان على أصحاب المنظمات الترويج لأبطال بطولة الوزن الثقيل العالمي إن دبليو إيه وبطولة إن دبليو أيه للجونيور للوزن الثقيل كأبطال عالميين مع الاحتفاظ بملكيتها لبطلها الأول. يحمل ريك فلير الرقم القياسي لمعظم العهود برصيد عشر مرات. البطل الحالي هو  تايروس  الذي هو في فترة حمله الأولى للقب.

## التاريخ المبكر (من 1948إلي 1960)
كل عام يضطر بطل الإن إيه دبليو العالم للوزن الثقيل للسفر إلى كل إقليم ويدافع عن اللقب ضد المنافس الأول من الإقليم أو بطل الإقليم.و في العادة علي بطل العالم أن يظهر أنه جدير بحمل اللقب بحيث يجعل المنافس الأول من الإقليم يصارع بشكل جيدًا ويخرج من النزال وهو يحمل اللقب.و مجلس إدارة أتحاد التحالف الوطني للمصارعة NWA (الذي يكون من مجلس إدارة أقاليم إن إيه دبليو) هم الذين يحددون متي يتم تغيير اللقب عن طريق التصويت. بحلول أواخر الخمسينيات، بدأ هذا النظام في الانهيار. مع استمرار لو ثيز في حمل اللقب، أصبح مصارعون آخرون مثل فيرن جاني محبطين بسبب عدم قدرتهم علي هزمه أو تغيير اللقب برغم من دفاعه عن اللقب في العديد من المناطق.
في الـ14من يونيو لعام 1957 في شيكاغو، دافع لو ثيز عن لقب العالم ضد المصارع الكندي إدوارد كاربنتير في مباراة من أصل تثبيتين من أصل ثلاثة تثبيتات. حيث فاز ثيز وكاربنتيير في أول تثبيتين. في الثالث، تم استبعاد تيز من قبل الحكم إد ويلين الذي رفع يد كاربنتير ليعتبره فائزاً. في وقت لاحق قامت أدارة الأتحاد بالتصويت علي خسارة ثيز اللقب بناء على الأستبعاد. وبعد حوالي شهر تغلب ثيز على كاربنتير من خلال الإقصاء في مباراة العودة التي أقيمت بمونتريال يوم 24 يوليو. فلقد كان من المخطط يظهر كل من ثيز وكاربنتير كبطلين متنافسين في مدن المختلفة بعد نمط مشابه لمباريات المنافسة الناجحة على اللقب بين ثيز وليو نوميليني فلقد كان من المقرر أن يحافظ كاربنتير على اللقب كي يدافع عنه في الولايات المتحدة كبطل بينما كان ثيز في سفر خارج الولايات المتحدة. وعلى الرغم من ذلك غادر مدير كابينتير ومروج المصارعة إيدي كوين المنظمة في أغسطس مما جعل كاربينتير مصارع غير متاح للمصاعة مع الأتحاد لذلك اضطر الأتحاد في وقت لاحق أن يعلق فوز كاربنتير ولم يعترف بكونه بطل للعالم. بدأ كوين في الترويج في عروض المصارعة التي ينظمها بأن مصارعه كاربينتر بطل العالم الحقيقي وحامل لقب إن دبليو إيه استنادًا إلى فوزه علي ثيز. في عام 1958، بدأ كوين بالتسوق لكاربينتير بجانب مروجي المصارعة المهتمين بمغادرة الأتحاد. حيث أن لو قام بطل محلي بهزم كاربينتير في نزال فهذا سيجعله بطل العالم.
فيرن جانيه حاول أن يصبح بطل العالم للوزن الثقيل في نفس الوقت حيث هزم كاربينتر في أوماها بولاية نبراسكا في 9 أغسطس 1958. وقد تم الاعتراف بهذا التغيير كتغيير من قبل تلك الاتحادات التابعة لـتحالف المصارعة الوطني التي عُرفت في وقت لاحقًا بأسم رابطة المصارعة الأمريكية (AWA) في عام 1960. ونتيجة ذلك تم أنشاؤ لقب إن أيه دبليو العالم للوزن الثقيل (نسخة أوهاما).و تم توحيد اللقب مع بطولة AWA World للوزن الثقيل في الـ7 من سبتمبر لعام 1963. استمر وجود لقب AWA العالم للوزن الثقيل حتى توقفت شركة AWA عن العمل في عام 1991.
رتبت اتحاد إن دبليو إيه فرع بوسطن التابعة للجنة الأطلسية الرياضية للمباراة بين كيلر كوالسكي وكاربينتييه في عام 1958. انتصار كوالسكي ونتيجة فوزه إدي إلي إنشاء لقب بطولة أن دبليو إيه العالم للوزن الثقيل (نسخة بوسطون) الذي ي أصبح لقب ACC العالم للوزن الثقيل في وقت لاحق بطولة بيغ تايم ريسلينج (بوسطن) للوزن الثقيل الذي كان نشطًا حتى عام 1975، في وقت لاحق تم إعادة أحياءه في أوائل الألفين.
اعترفت أتحادات مثل نورث أمريكا ريسلينج أليانز وورلد ريسلينج أسوسايشيسن NAWA / WWA في لوس أنجلوس بـكاربينتر كبطل العالم للوزن الثقيل في يوليو 1959 كجزء من الانفصال التدريجي عن الأتحاد. في 12 يونيو 1961، خسر كاربينتير مباراة أمام فريدي بلاسي وتسبب في أنشاء بطولة WWA العالمية للوزن الثقيل (إصدار لوس أنجلوس). لم يعد لهذا اللقب وجوداً بعدما عاد أتحاد ورلد ريسلينج أسوسايشين ليصبح مرة أخر جزء من الإن أيه دبليو في 1 أكتوبر 1968. 